# Edward Thomas
Philip Edward Thomas (Londres, Reino Unido, 3 de marzo de 1878 – Pas-de-Calais, Francia, 9 de abril de 1917) fue un escritor y poeta anglogalés.
Es considerado por lo general como poeta de la guerra, pese a que pocos entre sus poemas tratan directamente sobre sus experiencias bélicas. Se alistó en el ejército en 1915, y murió en combate en la Batalla de Arras en 1917, poco después de llegar a Francia.

## Biografía
Thomas nació en Lambeth, Londres. Se educó en la Battersea Grammar School, la St. Paul's School y el Lincoln College de Oxford. Su familia era principalmente del País de Gales. Se casó cuando aún era estudiante y determinó vivir su vida como escritor. Enseguida trabajó como crítico literario, analizando hasta una quincena por semana. Ya era un escritor experimentado cuando estalló la Primera Guerra Mundial, y era considerado un crítico literario y biógrafo, así como un escritor de ambientes rurales. Se le debía una novela, The Morgans Happy-Go-Lucky (1913). Se hizo amigo del poeta vagabundo galés W. H. Davies, cuya carrera fue él prácticamente quien la siguió. Desde 1905 Thomas vivió con su esposa Helen y su familia, en Elses, una hacienda cerca de Sevenoaks, Kent. Thomas pensaba que la poesía era la expresión más alta de literatura, y esta veneración le hizo demorar el cultivo de la lírica hasta fines de 1914. Cuando vivía en Pique, en East Hampshire, publicó apenas algunas bajo el pseudónimo de Edward Eastaway.
En agosto de 1914, la villa de Dymock en Gloucestershire se volvió residencia de una serie de figuras literarias, incluyendo a Lascelles Abercrombie, Wilfrid Gibson y el poeta norteamericano Robert Frost. Edward Thomas era entonces un visitante más. 
Se alistó en julio de 1915, a pesar de ser ya un hombre maduro y casado, que podría haber evitado entrar en filas. Fue promovido a cabo y en noviembre de 1916 fue encomendado para la Royal Garrison Artillery. Murió en la acción de Arras, el 9 de abril de 1917, poco después de su llegada a Francia. Devastado por la noticia, su amigo W. H. Davies escribió "Killed In Action (Edward Thomas)" en homenaje a él. Fue enterrado en el Cementerio militar de Agny en Francia (Línea C, tumba 43). Fue recordado también en el Rincón de los Poetas de la Abadía de Westminster, Londres, y en la iglesia de Eastbury, Berkshire. Dejó a su esposa, Helen, su hijo Merfyn y sus dos hijas Bronwen y Myfanwy.

## Obras

### Poemas
- "As the team's head-brass"
- "The Unknown"
- "But These Things Also"
- "Tears"
- "The Lane"
- "And You, Helen"
- "This Is No Case of Petty Right or Wrong"
- "The Other"
- "March The Third"
- "Out In The Dark"
- "The New House"
- "When First"
- "Adlestrop Archivado el 2 de julio de 2012 en Wayback Machine."
- "Celandine"
- "The Manor Farm"
- "Melancholy"
- "A Private"
- "Tall Nettles"
- "When First I Came Here"
- "A Cat"
- "Gone, Gone Again"
- "Up In The Wind"
- "Rain Archivado el 20 de marzo de 2011 en Wayback Machine."
- "The Owl"
- "Old Man"
- "'Home'"

### Colecciones
- Six Poems, under pseudonym Edward Eastaway, Pear Tree Press, 1916.
- Poems, Holt, 1917.
- Last Poems, Selwyn & Blount, 1918.
- Collected Poems, Selwyn & Blount, 1920.
- Two Poems, Ingpen & Grant, 1927.
- The Poems of Edward Thomas, R. George Thomas (ed), Oxford University Press, 1978.
- Edward Thomas: A Mirror of England, Elaine Wilson (ed), Paul & Co., 1985.
- The Poems of Edward Thomas, Peter Sacks (ed), Handsel Books, 2003.

### Ficción
- The Happy-Go-Lucky Morgans (novel), 1913.

### Ensayos
- Horae Solitariae, Dutton, 1902.
- Oxford, A & C Black, 1903.
- Beautiful Wales, Black, 1905.
- The Heart of England, Dutton, 1906.
- The South Country, Dutton, 1906, Tuttle, 1993.
- Rest and Unrest, Dutton, 1910.
- Light and Twilight, Duckworth, 1911.
- The Last Sheaf, Cape, 1928.

## Obras traducidas al español
- Poesía completa. Ediciones Linteo. 2012. ISBN 978-84-96067-81-3.
- Poesía completa. Editorial Pre-Textos. 2012. ISBN 978-84-15297-75-8.

- Datos: Q1293865
- Multimedia: Edward Thomas (poet) / Q1293865